# García López de Cárdenas
García López de Cárdenas y Figueroa fue un explorador español del siglo XVI, conocido por ser el descubridor del Gran Cañón del Colorado.

## Carrera
Nacido en Llerena, provincia de Badajoz, Imperio Español, se le identifica con Garci López de Cárdenas, hijo segundo de Alonso de Cárdenas y Portocarrero, I conde de la Puebla del Maestre, y de su esposa Elvira de Figueroa, señora de la villa de Lobón, pero puede ser un vástago bastardo de la misma casa.
Participó en 1540 en la expedición de Francisco Vázquez de Coronado, que iba en busca de las míticas siete ciudades de oro del reino de Cíbola, iba al mando de una expedición menor que salió de Compostela Nayarit y se reunió con la expedición mayor en tierras de Nuevo México cerca de Santa Fe. La expedición se componía de tres partes: una por mar al mando de Fernando de Alarcón y dos por tierra.

### Descubridor del Gran Cañón
Fue el responsable de un viaje de exploración desde Quivira (nombre que los españoles le dieron al lugar), pueblo habitado por los indios Zuñi y supuestamente una de las siete ciudades de oro del reino de Cíbola, pueblo del cual actualmente se ignora su ubicación, ya que los historiadores difieren sobre ello. Algunos ubican Quivira en Nuevo México en tanto otros piensan estaba en Kansas. No debemos confundirnos con una población ubicada en Nuevo México que expedicionarios españoles llamaron alrededor del año 1600 Pueblo de las Humanas y posteriormente fue conocido como Gran Quivira.
En Quivira se encontraba parte de la expedición comandada por Francisco Vázquez de Coronado con treinta hombres y se comisionó a García López junto con un puñado de hombres para encontrar un río del cual los indios Hopi les habían hablado, para lo cual se le concedieron 80 días para que fuera y regresara. En su viaje fue acompañado por Pedro de Sotomayor como cronista del viaje y a quien le debemos la bitácora del viaje.
Después de 20 días de viaje exploratorio encontraron el profundo cañón, por cuya base corría un gran río al que inicialmente llamaron Tizón; sin embargo no pudieron bajar hasta el río para abastecerse de agua para beber y después de varios intentos para descender empezaron a tener problemas de agua, por lo cual decidieron regresar. 
El origen de la expedición era encontrar las ciudades de oro que los nativos decían que existían.   
En esta área descubre un metal similar al oro, pero sin valor, el cual en su honor se ha denominado como «Cárdenas».
Un mes después sería Fernando de Alarcón el primer europeo en navegar sobre las aguas del río Colorado a muchos cientos de kilómetros del Gran Cañón.